# Red Sprite
Red Sprite è un manga scritto e disegnato da Tomohiro Yagi e pubblicato su Weekly Shōnen Jump all'agosto 2016. Conta in totale quindici capitoli raccolti in due volumi.

## Trama
Con la scoperta del Thunder-core, combustibile alternativo, la tecnologia ha fatto passi da gigante, con la creazione di mezzi di trasporto molto più resistenti e di un nuovo metodo di trasporto detto Nave Volante. Tatsu Frampt è un ragazzo che vive in orfanotrofio e sogna di essere il capitano di una di quelle navi per viaggiare a fianco dei suoi amici per tutto il mondo. Ma il suo orfanotrofio viene attaccato e lui è l'unico che rimane; sei anni dopo parte per salvare i suoi amici e uccidere coloro che li tengono in ostaggio.